# 化学计量

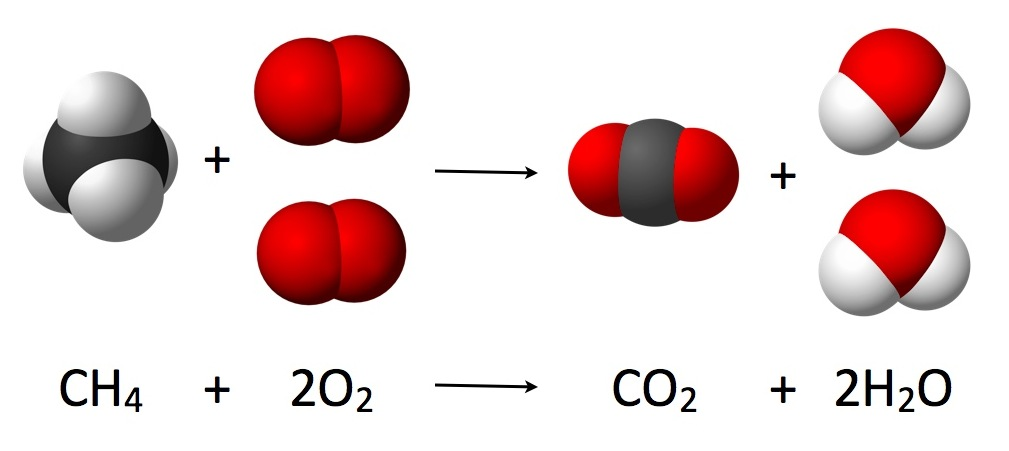

化学计量（stoichiometry）是化学反应中各物质量的相互关系，即反应物和生成物在化学反应前、反应中和反应后的量之间的关系。化学计量数（stoichiometric number）则是化学反应方程式中各物质的系数，是化合物彼此反应的比例关系或数量，即各反应物或生成物前的数值。
例如，图中为甲烷在空气中完全燃烧的方程式，方程式中{\displaystyle {\ce {O2}}}、{\displaystyle {\ce {H2O}}}前的数值（或“系数”）2就是它的化学计量数。当一个物质前的数值为1时，便省略不写，如式中的{\displaystyle {\ce {CH4}}}和{\displaystyle {\ce {CO2}}}。
将一个未加化学计量数的方程补充化学计量数，使其符合物质、电荷守恒的过程叫做化学反应方程式的配平。

## 化学计量比
化学反应方程式中，各反应物的化学计量之比称为化学计量比（stoichiometric ratio）。如果一个化学反应按照化学计量比发生，我们有如下假设：
1. 所有反应物都完全反应
2. 反应物不缺少
3. 反应物不过量

一些反应可以按照化学计量比进行反应，如溶液中的离子反应，有一些则需要其中的一种或多种反应物过量，如物质的燃烧。例如，对于反应：
{\displaystyle {\ce {2Ag+ + S^2- -> Ag2S v}}}（沉淀反应）
{\displaystyle {\ce {H+ + OH- -> H2O}}}（中和反应）
无论哪一个反应物过量，都可以按照化学计量比进行；而对于
{\displaystyle {\ce {C + O2 -> CO2}}}
{\displaystyle {\ce {2C + O2 -> 2CO}}}
在氧气过量的情况下，碳燃烧生成二氧化碳，而氧气不足的时候，则有一氧化碳生成。
对于一些反应，可以人为的控制化学计量比，来获得不同化合物，尤其是一些二元化合物。如红磷和钴化合，根据不同的化学计量比，可以产生{\displaystyle {\ce {Co2P}}}、{\displaystyle {\ce {CoP}}}和{\displaystyle {\ce {CoP3}}}：
{\displaystyle {\ce {2 Co + P -> Co2P}}}
{\displaystyle {\ce {Co + P -> CoP}}}
{\displaystyle {\ce {Co + 3 P -> CoP3}}}

## 化学反应中化学计量的特殊情况

### 燃料的燃烧
燃料在燃烧时，为确保反应完全，需要氧化剂过量。若空气作为氧化剂，则使燃料完全燃烧所需的空气与燃料之比成为空燃比。常见燃料的空燃比如下：
| 燃料   | 质量比    | 体积比   | 质量比百分数 |
| ------ | --------- | -------- | ------------ |
| 汽油   | 14.7 : 1  | —        | 6.8%         |
| 天然气 | 17.2 : 1  | 9.7 : 1  | 5.8%         |
| 丙烷   | 15.67 : 1 | 23.9 : 1 | 6.45%        |
| 乙醇   | 9 : 1     | —        | 11.1%        |
| 甲醇   | 6.47 : 1  | —        | 15.6%        |
| 正丁醇 | 11.2 : 1  | —        | 8.2%         |
| 氢气   | 34.3 : 1  | 2.39 : 1 | 2.9%         |
| 柴油   | 14.5 : 1  | —        | 6.8%         |
| 甲烷   | 17.19 : 1 | 9.52 : 1 | 5.5%         |

### 和物质的量无关的反应
有一些反应进行的方式和物质的量无关，而和反应物的浓度有关，改变反应物的浓度，生成物的种类也随之改变，如铜和硝酸的氧化还原反应：
Cu + 4 HNO3（浓） → Cu(NO3)2 + 2 NO2↑ + 2 H2O
3 Cu + 8 HNO3（稀） → 3 Cu(NO3)2 + 2 NO↑ + 4 H2O
在10mol·L-1以上的硝酸中，按上式反应；而在4.8mol·L-1时，按下式反应。此时，无论硝酸或者铜是否过量，反应都按照硝酸的浓度进行，而和其物质的量无关。类似地，对于硝酸铁溶液和银的反应，反应如何进行与硝酸铁溶液的浓度有关，低浓度时，硝酸铁水解产生的H3O+与NO3-和Ag反应；而高浓度的硝酸铁则存在Fe3+氧化Ag和NO3-（H+）氧化Ag的竞争反应，通过理论计算，Fe3+在3.16mol·L-1以上便可氧化Ag。

## 用途
对于一个已配平的化学反应方程式，已知其中一个参与反应的物质的量（或其它已知量，如质量等），或者其中一个生成物的物质的量，便可求出反应方程式中其它物质的量，这广泛用于分析化学中的滴定、重量分析的计算中。在物理化学中，如化学反应速率方程的求解与计算中，也能用到化学计量。
而在物质的制备与合成中，往往需要将反应方程式中的化学计量比作为加料多少的参考；对于密闭空间有气体产生的化学反应，也需要根据生成气体的量来判断反应是否安全。

## 链接
中文化学计量计算器 （页面存档备份，存于）